# Sikorsky S-43

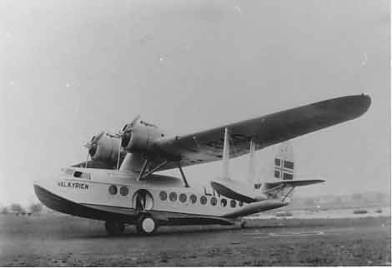
Un Sikorsky S-43 "Valkyrien" della compagnia aerea norvegese DNL (1936)

Il Sikorsky S-43 era un aereo anfibio di linea bimotore ad ala alta prodotto dall'azienda statunitense Sikorsky Aircraft Corporation nella seconda parte degli anni trenta.
Conosciuto nel servizio aereo di linea anche come "Baby Clipper", soprannome assegnatogli per differenziarlo dal contemporaneo quadrimotore Sikorsky S-42 "Flying Clipper", oltre ad avere un utilizzo civile venne acquistato dall'U.S. Army, utilizzato come ricognitore e ridenominato OA-8, e dall'U.S. Navy, ridenominato JRS-1, quest'ultimo con incarichi di pattugliatore costiero e ricognitore marittimo a medio raggio.
Strutturalmente era simile ad un idrovolante a scafo centrale dotato di carrello d'atterraggio retrattile e ruotino di appoggio posteriore. L'ala era alta a parasole, collegata con la fusoliera tramite un robusto montante centrale ed una serie di puntoni che terminavano nelle gondole motore, posizionate vicine all'asse longitudinale del velivolo. Nella parte inferiore dell'ala erano integrati due galleggianti equilibratori. La fusoliera aveva anteriormente una cabina di pilotaggio chiusa a posti affiancati posizionata davanti all'ala, posteriormente lo scompartimento passeggeri con 15 posti a sedere, sette affiancati più uno, e che terminava in un piano di coda cruciforme con piani orizzontali a semisbalzo ed impennaggio monoderiva.

## Impiego operativo
Il Sikorsky S-43 fu utilizzato principalmente dalla Pan American World Airways per i voli verso Cuba e all'interno dell'America Latina. La Inter-Island Airways delle Hawaii (Inter-Island cambiò il suo nome in Hawaiian Airlines nel 1941) fu il cliente di lancio dell'S-43, acquistandone quattro esemplari per trasportare i passeggeri della Pan Am Clipper e i residenti locali da Honolulu attraverso le isole Hawaii. La Inter-Island Airways vendette il suo unico esemplare con impennaggio di coda bideriva alla KLM. Un aereo fu acquistato dalla compagnia aerea norvegese Det Norske Luftfartselskap. La Panair do Brasil operò con sette aerei. Cinque S-43 furono utilizzati tra il 1937 e il 1945 dalla compagnia francese Aéromaritime su una rotta aerea coloniale tra Dakar (Senegal) e Pointe-Noire (Congo). La Reeve Aleutian Airways operò con due S-43 durante gli anni cinquanta, uno operativo (N53294 acquistato nel 1948 e scambiato per Grumman G-21 nel 1957) e uno di riserva (la cui fusoliera si trova all'Alaska Aviation Heritage Museum). Un altro S-43 era in servizio in Alaska con un operatore sconosciuto, e fu distrutto a Chignik, AK, negli anni cinquanta del XX secolo. Tre velivoli vennero consegnati alla Iloilo-Negros Air Express come navette interinsulari nel 1937-1938. Essi erano dotato una fusoliera più lunga di 30 cm e motori Wrightv Cyclone. Portavano la designazione di fabbrica S-43W, mentre un altro velivolo della compagnia, che operava esclusivamente come idrovolante, portava la designazione S-43WB. 
Due aerei furono venduti a proprietari privati, uno a William Kissam Vanderbilt II e uno Howard Hughes. Hughes acqustò un S-43H nel 1937 per poterlo utilizzare nel tentativo di stabilire il record mondiale di cirumnavigazione del globo.  Il suo utilizzo nel tentativo non ebbe mai luogo, in quanto Hughes gli preferì un Lockheed L-14 Electra con cui, nel 1938, conquistò il record effettuando il giro del mondo in 91 ore. Il velivolo ebbe poi un incidente sul lago Meade, con la morte di due persone, ed effettuò l'ultimo volo nel 1952 venendo poi accantonato in un hangar di Houston.

### In Cile
Nel 1936 la Fuerza Aérea Nacional (FACH) del Cile acquistò 2 Sikorsky S-43, che potevano trasportare comodamente più di 20 passeggeri ed erano dotati di  un sistema radiotelefonico RCA Victor. I due nuovi velivoli, i cui numeri di serie erano 1 e 2, furono battezzati rispettivamente n. 1 "Magallanes" e n. 2 "Chiloé"  furono ritirati in fabbrica da equipaggi cileni, e decollarono Bridgport, Connecticut, alle 7:25 del 28 novembre, diretti a Charleston, e poi arrivarono di notte a Miami. Il 30 novembre alle 8:00, si diressero verso L'Avana, Cuba , dove atterrarono all'aeroporto di Rancho Boyeros alle 9:30. Furono ricevuti dall'ambasciatore cileno, Emilio Edwards Bello. Alle 6:30 del 1° dicembre, volarono a Kingston, in Giamaica e da lì, successivamente, a Cristóbal, Panama, volando per circa 1.000 chilometri sull'Oceano Atlantico. Il giorno successivo il volo proseguì verso Buenaventura, Colombia, e poi Guayaquil, in Ecuador. Alle 7:30 del mattino del 3 novembre gli aerei decollarono per Chiclayo, in Perù, da dove si trasferirono a Lima,  ricevuti dal personale dell'Aeronautica Militare peruviana e dall'ambasciatore e dall'addetto aeronautico cileno. Nel pomeriggio del 4 novembre decollarono per Pisco e quindi alle 5:00 del mattino successivo si diressero verso Arica. Già in territorio nazionale fecero scalo a Vallenar e alle 19:55 giunsero alla base aerea di El Bosque, a Santiago del Cile. Furono ricevuti dal generale dell'aeronautica Diego Aracena Aguilar , dai ministri della Difesa e delle Finanze.
Per presentare le sue nuove acquisizioni alla popolazione dello stretto di Magellano, il generale Aracena organizzò un volo per Punta Arenas, da lui stesso condotto. Il 7 gennaio 1937, dopo una breve sosta a Puerto Montt, il "Magallanes" arrivò a Baia Catalina alle 18:20. Il "Chiloé", pilotato dal tenente Marsh, lo avrebbe seguito la sera successiva. Pochi giorni dopo, il "Chiloé" effettuò il primo trasferimento passeggeri verso la Capitale, dando così inizio al servizio di trasporto. Il "Magallanes" ebbe l'onore di trasportare Doña Marta Sánchez, che divenne la prima donna cilena a volare come passeggera a quelle latitudini. Il 2 giugno 1937 il "Chiloé" precipitò  nella zona di Hualaihue, vicino all'isola di Talcán. Nel disastro perirono nove persone: cinque passeggeri e tre aviatori, tra cui il pilota, il tenente Rodolfo Marsh Martin. Il 21 agosto 1941 il "Magallanes" fu sollevato dal vento durante l'atterraggio nella baia di Catalina, colpendo la superficie del mare  il galleggiante destro e successivamente capovolgendosi, e subendo danni alla struttura e all'ala. Nonostante l'intenzione di recuperarlo, il fatto non si concretizzò mai e fu radiato all'inizio del 1945.

### Stati Uniti d'America
Nel 1937 il Bureau of Aeronautics emise un ordine per 17 velivoli JRS-1 destinati all'US Navy e 2 per l'US Marine Corps, che furono consegnati nei due anni successivi.  Gli aerei, equipaggiati con propulsori radiali Pratt & Whitney R-1690-52 da 750 hp, entrarono in servizio nel  VJ-1 Squadron di San Diego, che ricevette otto dei 17 velivoli, mentre gli altri furono distribuiti tra varie basi (ad esempio, uno a San Diego con il VMJ-1 e il VMJ-2 a Quantico). Quando gli Stati Uniti entrarono nella seconda guerra mondiale, vi erano ancora quattro JRS-1 nell'US Navy e uno nell'US Marine Corps. Quest'ultimo è l'unico esemplare sopravvissuto alla guerra.
Dei 22 S-43 prodotti per uso militare, 5 andarono all'United States Army Air Corps. Inizialmente furono designati Y1OA-8, in seguito OA-8 (OA per Observation, Amphibious). Nel luglio 1941, anche l'S-43H civile fu requisito con la designazione OA-11. L'aereo, originariamente acquisito da Howard Hughes per una circumnavigazione della Terra, fu utilizzato dall'Army Corps of Engineers (North Atlantic Division) con il numero di serie USAAC 42-1.  Tuttavia, in un incidente di atterraggio, portò il numero di registrazione "sbagliato" 74327.

## Versioni
- S-43: versione originale civile
- JRS-1: versione militare da trasporto; denominazione assegnata dalla U.S. Navy/United States Marine Corps
- OA-8 (o Y1OA-8): versione militare da ricognizione; denominazione assegnata dalla U.S. Army. 5 esemplari acquistati nel 1937
- OA-11: sviluppo del 1941 della precedente versione OA-8 in forza alla U.S. Army

## Utilizzatori

### Civili
Brasile
- Panair do Brasil

 Territorio delle Hawaii
- Inter-Island Airways

 Norvegia
- Det Norske Luftfartselskap (DNL)

 Stati Uniti
- Pan American World Airways

### Militari
Stati Uniti
- U.S. Army
- U.S. Navy
- United States Marine Corps

## Esemplari attualmente esistenti
Lo S-43 N440 di Hughes fu acquistato da Ron Van Kregten negli anni ottanta del XX secolo,  e poi Kermit Weeks nel 2012, ed è stato restaurato e riportato in condizioni di volo a cura del Fantasy of Flight Museum, a Polk City, Florida.
Un Sikorsky JRS-1 e esposto allo Steven F. Udvar-Hazy Center dello Smithsonian National Air & Space Museum in Virginia, in uno stato non restaurato. Questo aereo era in servizio a Pearl Harbor il 7 dicembre 1941, e si alzò in volo alla ricerca della navi giapponesi del  viceammiraglio Chuichi Nagumo. In seguito tornò negli USA e fu usato dalla NACA a Langley fino al 1948, quando fu accantonato. Fu acquisito dallo Smithsonian nel 1960 e trascorse 51 anni in deposito prima di essere esposto nel 2011.

### Annotazioni
1. ↑  "JR" era la designazione utilizzata della Marina degli Stati Uniti per "Utility Transport" dal 1935 al 1955.

### Fonti
1. ↑  Thiele 1994, p. 41.
2. ↑  Thiele 1994, p. 60.
3. ↑  Memoire Air France.
4. ↑  Vintage Aviation News.
5. 1 2 3 4  Fantasy of Flight.
6. 1 2 3 4 5 6 7 8 9 10 11 12 13 14 15 16  Tallyho.
7. 1 2 3 4  Swanborough, Bowers 1990, p. 524.
8. 1 2  Swanborough 1963, p. 528.
9. ↑  Andrade 1979, p. 141.
10. 1 2 3 4  JP 4, mensile di Aeronautica e Spazio n.528, febbraio 2008, p. 89.